# Tarsostenosis tricolor
Tarsostenosis tricolor là một loài bọ cánh cứng trong họ Cleridae. Loài này được Heller năm Sarasin & Roux miêu tả khoa học năm 1916.